# Дом-музей Мир Джалала Пашаева
Дом-музей Мир Джалала Пашаева — дом-музей, посвященный азербайджанскому писателю и ученому, Заслуженному деятелю науки Мир Джалалу Пашаеву.

## История
Дом-музей Мир Джалала Пашаева создан в память о писателе накануне его 100-летия. Официальное открытие музея состоялось 29 сентября 2007 года. В апреле 2009 года в музейном комплексе начал работу Отдел научных и литературных исследований.

## Коллекции
Когда музей начинал свою деятельность, количество экспонатов составляло 150, а сейчас их количество превышает 300.
В экспозиции музея в хронологическом порядке отражены детство, юность и студенческие годы Мир Джалала Пашаева, члены его семьи, его педагогическая и литературная деятельность. Дому-музею были вручены паспорт, ордена и медали писателя. В коллекцию музея также вошли личные вещи писателя, посвященные ему произведения искусства, его собственные произведения, книги, подаренные музею, газетные статьи, диски, содержащие произведения писателя и мероприятия, посвященные его юбилеям и семейные фотографии.
В коллекцию личных вещей М. Пашаева входят ордена и медали писателя, значки, письма семье, произведения искусства, посвященные Мир Джалалу, включая его портреты маслом, бюсты, вытканные вручную портреты на коврах, картины и другие экспонаты.
В музее собраны произведения писателя на азербайджанском, русском, грузинском, английском, киргызском, испанском языках, его рассказы и учебники, изданные отдельными книгами. Среди книг, переданных в дар музею, научные и художественные произведения, очерки-исследования, мемуары-эссе Наримана Гасанзаде, Эльчина Эфендиева, народного поэта Самеда Вургуна и других авторов. Также в число этих книг входят Коран, Кабус-Наме, библиография писателя и произведения профессора Хафиза Пашаева.
В музейном комплексе Мир Джалала Пашаева регулярно проводятся презентации книг, встречи с городской интеллигенцией, концерты, литературные занятия и экскурсии.